# Tipula sackeni
Tipula sackeni là một loài ruồi trong họ Ruồi hạc (Tipulidae). Chúng phân bố ở miền Tân bắc và Neotropic.